# Elke Kast
Elke Kast (* 1946 in Schmalkalden; † 6. Januar 1993 in Frankfurt am Main) war eine deutsche Fernsehansagerin.

## Leben und Wirken
Nach mehrjähriger Tätigkeit als Assistentin von Hans-Joachim Kulenkampff in dessen ARD-Show Einer wird gewinnen wechselte Elke Kast im Jahr 1976 als Redakteurin zum ZDF. Dort wurde sie einem breiten Publikum in ihrer Tätigkeit als Programm-Moderatorin bekannt, die sie 16 Jahre lang ausübte. 
Daneben moderierte sie auch andere Formate wie Das Sonntagskonzert. 1981 fungierte sie unter der Regie von Hans Rosenthal als Assistentin von Heinz Eckner in der ZDF-Rateshow Ein Wort aus Musik. 1991 wechselte sie als Redakteurin zur Hauptredaktion Show des ZDF. Dort betreute sie u. a. Meine Freunde – die Artisten von und mit Freddy Quinn. Außerdem war sie von 1984 bis 1987 Teil von Hans-Jürgen Bäumlers Rateteam in der ZDF-Sendung Der Apfel fällt nicht weit vom Stamm. Am 13. September 1991 sagte sie in Deutschland den Sendebeginn der Zeichentrickserie Die Simpsons an.
An der Seite von Thomas Gottschalk und Mike Krüger spielte sie 1983 in dem Spielfilm Die Supernasen mit. Ihre Rolle war die einer Fernsehansagerin.
Elke Kast starb am 6. Januar 1993 im Alter von 46 Jahren an den Folgen von Darmkrebs. Sie hinterließ eine Tochter. Von ihrem Ehemann Manfred Kast hatte sie sich 1988 nach 18 Jahren getrennt. Ihr späterer Lebensgefährte war der Moderator Helmuth Bendt.